# 伊塔茹
伊塔茹是巴西圣保罗州的一个市镇。总面积228.777平方公里，总人口3264人，人口密度14.3人/平方公里。